# Sinfonia n. 10 (Mahler)
La Sinfonia n. 10 in Fa diesis maggiore è l'ultima composizione di Gustav Mahler, rimasta incompiuta per la morte del compositore. 
Quest'ultima sinfonia si riallaccia alla Nona di Anton Bruckner, anch'essa incompiuta in quanto priva del finale; Mahler lavorò in modo intenso su questa sinfonia nell'estate del 1910, nel periodo trascorso a Dobbiaco nel bel mezzo delle Alpi. Si trattava di un periodo profondamente drammatico e tormentato per il compositore, ormai minato dalla malattia cardiaca destinata a portarlo alla tomba nel giro di pochi mesi e sconvolto dalla scoperta della relazione fra la moglie Alma e Walter Gropius. Come sua abitudine, Mahler lavorò freneticamente alla sinfonia nei mesi estivi, ma l'accantonò nel periodo invernale per dedicarsi alla sua attività di direttore d'orchestra. Non fece in tempo a ritornarvi prima della morte, che lo colse il 18 maggio 1911.

## Struttura della Sinfonia
Secondo gli abbozzi ritrovati dopo la morte di Mahler la sinfonia doveva essere in cinque movimenti:
1. Andante-Adagio
2. Scherzo
3. Purgatorio
4. Scherzo: Der Teufel tanzt es mit mir
5. Finale

Solo il primo movimento fu ritrovato al momento della morte di Mahler in una forma orchestrale quasi eseguibile; gli altri quattro movimenti sono meno completi in quanto orchestrati solo in parte (il secondo ed il terzo movimento) oppure in forma di abbozzo (gli ultimi due). Di seguito lo stato del materiale musicale lasciato dal compositore:
- I movimento: 275 battute redatte sia in partitura orchestrale sia in partitura ridotta
- II movimento: 522 battute redatte sia in partitura orchestrale sia in partitura ridotta
- III movimento: 170 battute redatte in partitura ridotta, le prime 30 battute redatte anche in partitura orchestrale
- IV movimento: 579 battute redatte in partitura ridotta
- V movimento: 400 battute redatte in partitura ridotta

In questa sinfonia Mahler ritorna ad impiegare la struttura a cinque movimenti: in particolare il movimento Purgatorio appare il perno centrale di tutta l'opera, incorniciato da due scherzi, mentre i due movimenti estremi, il primo e l'ultimo, sono, come nella precedente sinfonia, due movimenti lenti. Sotto questo profilo, la struttura della decima sinfonia appare speculare a quella della Settima.

## Storia della composizione
Mahler credeva al famoso "complesso della Nona sinfonia", ovvero al limite insuperabile di nove sinfonie per qualsiasi grande sinfonista (ad esempio Beethoven, Schubert, Dvořák e Anton Bruckner). Per questo il compositore aveva provato ad "ingannare" il destino componendo un'opera liederistico-sinfonica, Das Lied von der Erde, che porta il sottotitolo di sinfonia ma non è stata numerata da Mahler.

## Ricostruzioni
Solo nel 1924, tredici anni dopo la morte di Mahler, Alma acconsentì a pubblicare gli schizzi della sinfonia e incaricò il genero, il compositore austriaco Ernst Křenek, di approntare una bella copia della partitura del primo movimento. Krenek, inoltre, completò la strumentazione del terzo movimento, sulla base dell'abbozzo di Mahler e delle indicazioni desumibili dagli schizzi, così che i due movimenti poterono essere eseguiti per la prima volta il 14 ottobre di quell'anno a Vienna. Tuttavia, negli anni successivi Alma si oppose fermamente ad ogni ipotesi di ricostruzione degli altri movimenti della sinfonia, in quanto riteneva che ciò avrebbe rappresentato una sorta di tradimento della memoria del marito e dell'enigma che egli aveva portato con sé nella tomba. Solo nel 1949, Alma (che si era trasferita in America allo scoppio della Seconda guerra mondiale) interpellò Arnold Schönberg in merito ad un possibile completamento dell'opera, ma Schoenberg, anche a causa dell'età ormai avanzata, declinò l'offerta.
Non di meno, a partire dagli anni intorno al 1950, numerosi compositori e musicologi hanno provato a completare l'opera sulla base degli abbozzi lasciati dal compositore. La ricostruzione completa più eseguita è quella approntata da Deryck Cooke, che nel 1960 ottenne da Alma il permesso di esaminare accuratamente il manoscritto originale ed approntò quella che egli stesso definì una "versione eseguibile" degli abbozzi di Mahler, a significare che la sua intenzione era stata esclusivamente quella di rendere possibile ascoltare la sinfonia nella sua interezza, senza tuttavia la pretesa di ricostruire quella che avrebbe potuto essere la volontà definitiva dell'autore. Per questo, oltre a procedere all'orchestrazione completa del lavoro, egli ha limitato i propri interventi integrativi al minimo indispensabile, in quelle sezioni (soprattutto degli ultimi due movimenti) dove la notazione mahleriana è particolarmente frammentaria.
In un primo momento, Alma si dichiarò fortemente contraria al lavoro di Cooke, ma successivamente, dopo avere ascoltato la prima registrazione della sinfonia interamente ricostruita, mutò il proprio atteggiamento, riconoscendo che il musicologo inglese era riuscito a cogliere lo spirito del lavoro di Mahler. 
Nel corso degli anni, Cooke ha prodotto quattro diverse versioni del proprio lavoro:
- Cooke "0" – (1960, non pubblicata): eseguita alla BBC. Completati i movimenti I, III e V, il II ed il IV in modo frammentario
- Cooke I – prima versione completa ed eseguibile (1960-1964, non pubblicata)
  - Prima esecuzione avvenuta nel 1964 eseguita da Berthold Goldschmidt; versione usata per le registrazioni di Eugene Ormandy (1965-1966) e Jean Martinon (1966)
- Cooke II – seconda versione completa ed eseguibile (1966-1972; pubblicata nel 1976)
  - Prima esecuzione avvenuta nel 1972 eseguita da Berthold Goldschmidt; versione usata per le registrazioni dal 1972 al 1992
- Cooke III – terza versione completa ed eseguibile (1972-1975; pubblicata postuma dopo la morte di Cooke nel 1989)
  - corretti alcuni errori ed inseriti alcuni miglioramenti ai fini delle esecuzioni.

Se la versione di Cooke è a tutt'oggi la più eseguita, esistono almeno altre cinque ricostruzioni complete della sinfonia. Le prime due, anteriori al lavoro di Cooke e basate sulla pubblicazione degli abbozzi che era stata a suo tempo autorizzata da Alma, si devono ai musicologi americani Clinton Carpenter e Joseph Wheeler. Queste ricostruzioni non riscossero molto interesse, al punto che la versione di Carpenter, risalente al 1949, poté essere seguita solo nel 1983.
Nel 1989 è stata eseguita per la prima volta la ricostruzione proposta dal musicologo americano Remo Mazzetti. Successivamente, Mazzetti ha elaborato una seconda versione del proprio lavoro, basandosi soprattutto sulla ricostruzione di Wheeler (che egli ritenne la più fedele allo spirito mahleriano), che ha visto la luce nel 1999. Infine, nel 2001, sono state presentate quasi contemporaneamente le ultime due ricostruzioni della sinfonia, ad opera rispettivamente del direttore d'orchestra russo Rudolf Barshai e dei musicologi italiani Nicola Samale e Giuseppe Mazzucca.

## Descrizione
Il primo movimento della Decima (l'adagio) presenta un carattere davvero insolito, una sonorità che va di certo al di là dell'epoca in cui è stata scritta e che sembra arrivare da un altro mondo: sembra quasi che Mahler abbia varcato la morte e sia tornato per raccontarci cosa c'è dopo di essa. Il movimento è introdotto da un breve ed enigmatico Andante affidato alle sole viole, che sfocia nel vero e proprio Adagio, ricco di tensione e di espressività.
Il secondo movimento è uno scherzo a tratti demoniaco, caratterizzato da cambi di ritmo praticamente ad ogni battuta, che richiede grandissimo virtuosismo all'orchestra.
Il terzo movimento, denominato Purgatorio, con le sue 170 battute e una durata nelle esecuzioni di circa quattro minuti è il più breve tempo di sinfonia mai scritto da Mahler: si tratta di una specie di Lied senza parole, dalla figurazione rapida, in cui peraltro si trovano perfettamente rispecchiati le sofferenze ed i tormenti del compositore. 
Il quarto movimento è un altro scherzo, che unisce una prima parte nuovamente molto agitata ad una seconda caratterizzata da un tenero ritmo di valzer.
Il passaggio fra il quarto ed il quinto movimento avviene pressoché senza soluzione di continuità ed è affidato ad una serie di colpi di grancassa. Questi violenti colpi di grancassa ritornano all'improvviso molte volte nella prima parte del finale, caratterizzata da una lugubre melodia in tonalità minore, contribuendo a dare all'insieme un aspetto funereo e agghiacciante. Successivamente, tuttavia, si afferma la tonalità maggiore e il movimento termina in un clima di grande serenità e distensione, che giustamente è stato ritenuto un disperato e soave canto d'amore di Mahler per l'adorata moglie Alma.